# Nitrilimine
Les nitrilimines ou nitrile amides sont une classe de composés organiques portant le groupe fonctionnel de structure générale R-CN-NR' correspond à une amine liée à l'atome d'azote terminal d'un groupe nitrile. La forme mésomérique dominante pour le composé parent de cette famille, le nitrilimine, est celle de type propargylique, 1 dans le schéma ci-dessus, avec une triple liaison C-N, une charge formelle positive sur l'azote central et deux paires libres et une charge formelle négative sur l'azote terminal. Les autres mésomères comme ceux avec un atome d'azote hypervalent 2, de type allénique 3, allylique 4 ou carbène 5 sont de moindre importance. Les nitrilimines sont généralement représentés avec la structure 1 ou 3.
| {\displaystyle {\ce {H-\!{\equiv }}}{\color {Blue}{\ce {N+}}}\!{-}\!{\color {Red}{\ce {N-}}}\!{-}\!{\color {Red}{\ce {H}}}} 1 |  | {\displaystyle {\ce {H-\!{\equiv }N=N-H}}} 2 |  | {\displaystyle {\ce {H}}\!{-}\!{\color {Red}{\ce {C-}}}\!{=}{\color {Blue}{\ce {N+}}}\!{\ce {=N-H}}} 3 |  | {\displaystyle {\ce {H}}\!{-}\!{\color {Blue}{\ce {C+}}}\!{\ce {=N}}\!{-}\!{\color {Red}{\ce {N-}}}\!{\ce {-H}}} 4 |  | {\displaystyle {\ce {H-C{:}\!-N=N-H}}} 5 |

Les nitrilimines ont été observés pour la première fois dans la décomposition thermique du tétrazole figuré ci-dessous, et libérant du diazote:
Les nitrilimines sont des 1,3-dipôles linéaires dans les cycloadditions 1,3-dipolaires. Avec les alcynes, ils produisent des pyrazoles.